# Mattias Andersson
Erik Mattias Andersson (Malmö, Skåne, 29 de março de 1978) é um jogador sueco de handebol que atualmente joga pelo Flensburg-Handewitt. Possui 1,86 m e 96 kg.
Ele participou da Seleção Sueca, que conquistou a medalha de prata nos Londres 2012.